# Ekpe Udoh
Ekpedeme Friday Udoh, detto Ekpe (Edmond, 20 maggio 1987), è un allenatore di pallacanestro ed ex cestista nigeriano con cittadinanza statunitense, professionista nella NBA e in Europa.

## Carriera
È stato selezionato dai Golden State Warriors al primo giro del Draft NBA 2010 (6ª scelta assoluta).
Dal 2015 rappresenta la nazionale nigeriana.

## Statistiche

### NCAA
| Anno      | Squadra             | PG  | PT | MP   | TC%  | 3P%  | TL%  | RP  | AP  | PRP | SP  | PP   |
| --------- | ------------------- | --- | -- | ---- | ---- | ---- | ---- | --- | --- | --- | --- | ---- |
| 2006-2007 | Michigan Wolverines | 35  | 7  | 20,3 | 46,9 | 0,0  | 58,5 | 4,0 | 0,8 | 0,7 | 1,9 | 5,0  |
| 2007-2008 | Michigan Wolverines | 32  | 24 | 26,0 | 43,7 | 37,5 | 58,9 | 5,0 | 0,9 | 0,8 | 2,9 | 6,0  |
| 2009-2010 | Baylor Bears        | 36  | 36 | 35,1 | 49,0 | 26,9 | 68,5 | 9,7 | 2,7 | 0,8 | 3,7 | 13,9 |
| Carriera  | Carriera            | 103 | 67 | 27,3 | 47,2 | 28,9 | 64,9 | 6,3 | 1,5 | 0,8 | 2,8 | 8,4  |

#### Massimi in carriera
- Massimo di punti: 25 vs Texas-Austin (11 marzo 2010)[2]
- Massimo di rimbalzi: 20 vs South Carolina (2 gennaio 2010)
- Massimo di assist: 7 vs Jackson State (15 dicembre 2009)
- Massimo di palle rubate: 4 (2 volte)
- Massimo di stoppate: 10 vs Morgan State (6 gennaio 2010)
- Massimo di minuti giocati: 42 vs Iona (27 novembre 2009)

### NBA

#### Regular Season
| Anno      | Squadra         | PG  | PT | MP   | TC%  | 3P% | TL%  | RP  | AP  | PRP | SP  | PP  |
| --------- | --------------- | --- | -- | ---- | ---- | --- | ---- | --- | --- | --- | --- | --- |
| 2010-2011 | G.S. Warriors   | 58  | 18 | 17,8 | 43,7 | -   | 65,6 | 3,1 | 0,7 | 0,4 | 1,5 | 4,1 |
| 2011-2012 | G.S. Warriors   | 38  | 6  | 21,8 | 44,3 | -   | 71,9 | 3,9 | 0,8 | 0,7 | 1,7 | 5,5 |
| 2011-2012 | Milwaukee Bucks | 23  | 5  | 20,1 | 40,9 | 0,0 | 80,0 | 4,7 | 1,1 | 0,7 | 1,6 | 5,7 |
| 2012-2013 | Milwaukee Bucks | 76  | 9  | 17,3 | 43,5 | 0,0 | 74,8 | 3,3 | 0,6 | 0,5 | 1,1 | 4,3 |
| 2013-2014 | Milwaukee Bucks | 42  | 14 | 19,1 | 39,9 | -   | 63,8 | 3,5 | 0,7 | 0,4 | 1,0 | 3,4 |
| 2014-2015 | L.A. Clippers   | 33  | 0  | 3,9  | 45,8 | -   | 77,8 | 0,8 | 0,2 | 0,2 | 0,2 | 0,9 |
| 2017-2018 | Utah Jazz       | 63  | 3  | 12,9 | 50,0 | 0,0 | 75,0 | 2,4 | 0,8 | 0,7 | 1,2 | 2,6 |
| 2018-2019 | Utah Jazz       | 51  | 1  | 6,3  | 69,4 | -   | 63,3 | 1,8 | 0,5 | 0,2 | 0,6 | 2,3 |
| Carriera  | Carriera        | 384 | 56 | 14,8 | 45,3 | 0,0 | 71,8 | 2,9 | 0,7 | 0,5 | 1,1 | 3,5 |

#### Play-off
| Anno     | Squadra         | PG | PT | MP   | TC%   | 3P% | TL% | RP  | AP  | PRP | SP  | PP  |
| -------- | --------------- | -- | -- | ---- | ----- | --- | --- | --- | --- | --- | --- | --- |
| 2013     | Milwaukee Bucks | 4  | 0  | 13,5 | 44,4  | -   | -   | 1,5 | 0,3 | 0,5 | 0,5 | 2,0 |
| 2015     | L.A. Clippers   | 4  | 0  | 3,0  | 33,3  | -   | -   | 0,8 | 0,0 | 0,0 | 0,0 | 0,5 |
| 2018     | Utah Jazz       | 6  | 0  | 3,5  | 100,0 | -   | 0,0 | 0,5 | 0,0 | 0,0 | 0,3 | 0,3 |
| 2019     | Utah Jazz       | 2  | 0  | 3,0  | 0,0   | -   | -   | 0,0 | 0,0 | 0,0 | 0,0 | 0,0 |
| Carriera | Carriera        | 16 | 0  | 5,8  | 42,9  | -   | 0,0 | 0,8 | 0,1 | 0,1 | 0,3 | 0,8 |

#### Massimi in carriera
- Massimo di punti: 19 vs Los Angeles Clippers (20 febbraio 2012)[3]
- Massimo di rimbalzi: 13 vs Los Angeles Clippers (10 aprile 2019)
- Massimo di assist: 5 (2 volte)
- Massimo di palle rubate: 4 (3 volte)
- Massimo di stoppate: 6 (3 volte)
- Massimo di minuti giocati: 39 vs Oklahoma City Thunder (29 marzo 2011)

### Eurolega
| Anno       | Squadra    | PG | PT | MP   | TC%  | 3P% | TL%  | RP   | AP  | PRP | SP  | PP   |
| ---------- | ---------- | -- | -- | ---- | ---- | --- | ---- | ---- | --- | --- | --- | ---- |
| 2015-2016  | Fenerbahçe | 27 | 24 | 27,8 | 55,5 | 0,0 | 76,8 | 5,1  | 1,3 | 0,7 | 2,3 | 12,6 |
| 2016-2017† | Fenerbahçe | 31 | 22 | 32,0 | 58,4 | 0,0 | 64,4 | 7,8* | 2,2 | 1,0 | 2,2 | 12,1 |
| Carriera   | Carriera   | 58 | 46 | 30,0 | 57,0 | 0,0 | 70,0 | 6,5  | 1,8 | 0,9 | 2,2 | 12,3 |

## Palmarès

### Squadra
- Campionato turco: 2

Fenerbahçe: 2015-16, 2016-17
- Coppa di Turchia: 1

Fenerbahçe: 2016
- Coppa del Presidente: 1

Fenerbahçe: 2016
- Supercoppa italiana: 1

Virtus Bologna: 2021
- Eurolega: 1

Fenerbahçe: 2016-17
- Eurocup: 1

Virtus Bologna: 2021-22

### Individuale
- All-Euroleague Second Team: 1

Fenerbahçe: 2015-16
- All-Euroleague First Team: 1

Fenerbahçe: 2016-17
- Euroleague Final Four MVP: 1

Fenerbahçe: 2016-17